# 237845 Neris
237845 Neris este un asteroid din centura principală de asteroizi.

## Descriere
237845 Neris este un asteroid din centura principală de asteroizi. A fost descoperit pe 16 martie 2002 la Moletai de Kazimieras Černis și Justas Zdanavičius. Asteroidul prezintă o orbită caracterizată de o semiaxă mare de 2,54 ua, o excentricitate de 0,18 și o înclinație de 5,2° în raport cu ecliptica.